# 紅龍蝦餐館
紅龍蝦餐館（英語：Red Lobster）是一家總部位於美國奧蘭多的美式休閒連鎖餐廳。

## 新樣板和銷售
2013年12月19日，达顿餐厅以股票投资者的压力为由，宣布计划出售或分拆Red Lobster品牌，这是对达顿在新的数字平台上超额预算的直接回应。
2014年5月12日，达登宣布，作为分拆Red Lobster的一部分，它将把Red Lobster和橄榄园餐厅联合办公的店面转化为独立的橄榄园餐厅店面。2014年5月16日，达登宣布将以21亿美元的价格将Red Lobster海鲜连锁餐厅出售给金门资本。达登于2014年7月28日宣布完成对Red Lobster的出售。
2014年8月6日，红龙虾宣布将总部新址设在奥兰多的CNL中心城市公共区。2015年3月6日，红龙虾正式启用餐厅支持中心。